# Stagonospora
Stagonospora — рід грибів родини Massarinaceae. Назва вперше опублікована 1884 року.